# Kanton Pont-Scorff
Der Kanton Pont-Scorff war bis 2015 ein französischer Wahlkreis im Arrondissement Lorient, im Département Morbihan und in der Region Bretagne; sein Hauptort war Pont-Scorff. Letzter Vertreter im Generalrat des Départements war von 1994 bis 2015 Pierrik Névannen (UMP). 

## Gemeinden
Der Kanton Pont-Scorff umfasste sechs Gemeinden:
| Gemeinde    | Bretonisch | Einwohner (2022) | Fläche (km²) | Code postal | Code Insee |
| ----------- | ---------- | ---------------- | ------------ | ----------- | ---------- |
| Caudan      | Kaodan     | 7.110            | 42.63        | 56850       | 56036      |
| Cléguer     | Kleger     | 3.404            | 32.15        | 56620       | 56040      |
| Gestel      | Yestael    | 2.569            | 6.25         | 56830       | 56063      |
| Guidel      | Gwidel     | 12.236           | 52.29        | 56520       | 56078      |
| Pont-Scorff | Pont-Skorf | 4.015            | 23.50        | 56620       | 56179      |
| Quéven      | Kewenn     | 8.906            | 23.93        | 56530       | 56185      |
| Kanton      | Pont-Skorf | 35.124           | 180.75       | -           | 5627       |

## Bevölkerungsentwicklung
| 1962   | 1968   | 1975   | 1982   | 1990   | 1999   | 2006   | 2012   |
| ------ | ------ | ------ | ------ | ------ | ------ | ------ | ------ |
| 13.163 | 13.034 | 17.894 | 25.495 | 30.557 | 32.125 | 34.203 | 35.124 |